# Eugène Merle

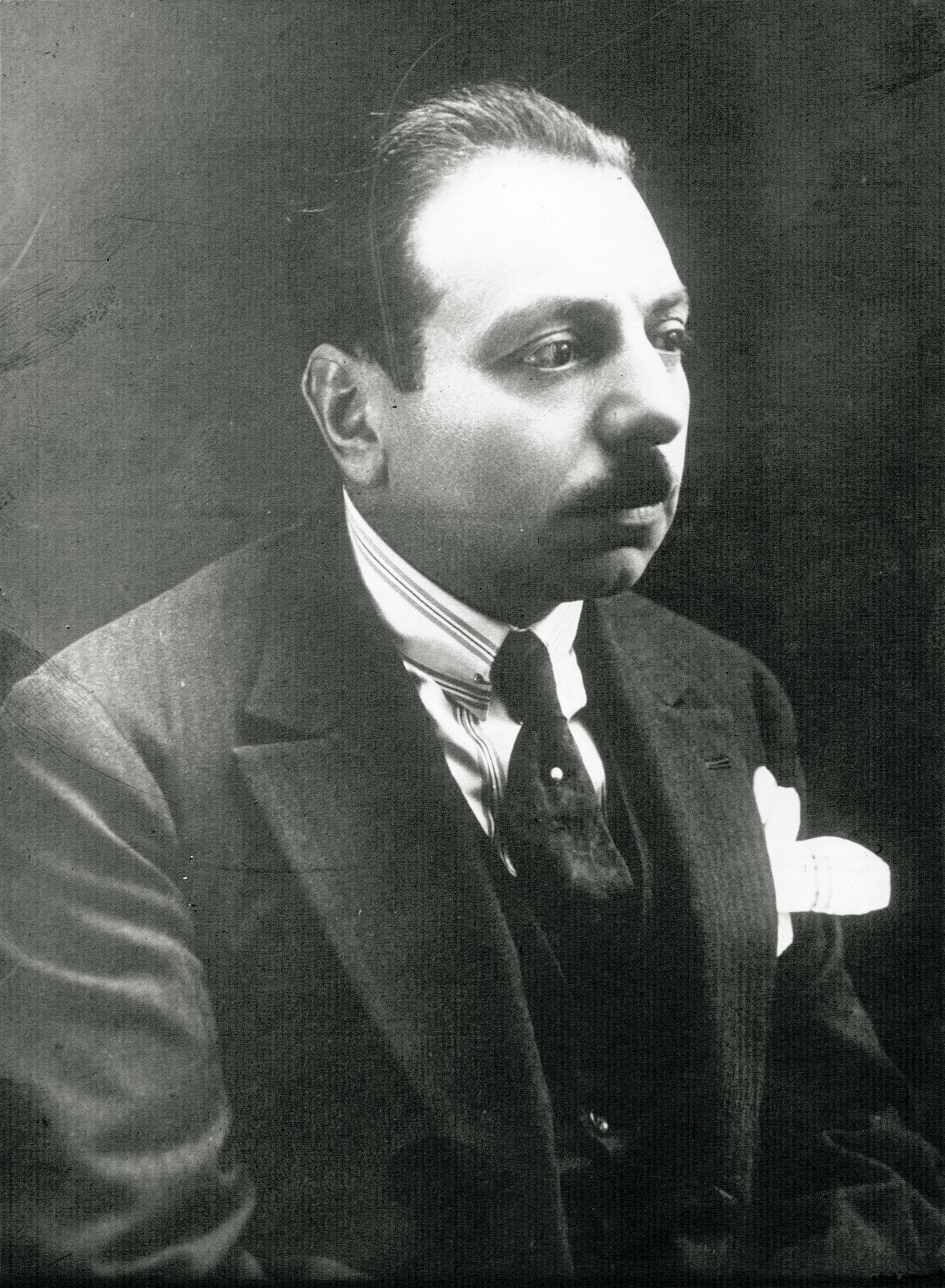
Eugène Merle (1927)

Eugène Merle (* 5. Februar 1884 in Marseille; † 1946 in Paris) war ein französischer Verleger, Tausendsassa und – mit den Worten Ilja Ehrenburgs – „nicht fortzudenkender Teil im Paris der Politiker, Geldleute und Literaten“.

## Leben und Wirken
Der uneheliche Sohn eines Dienstmädchens ernährte sich in Marseille zunächst als Hilfsarbeiter, war schon in früher Jugend Anhänger des militanten Anarchismus und begeisterte sich für Desperados wie Jules Bonnot. Er handelte sich kürzere Gefängnisstrafen ein. In Paris übernahm er Funktionen in der anarchistischen Presse. Später gab er linksorientierte Blätter wie Frou-Frou (Rascheln) oder Le Merle Blanc (Satireblatt Weiße Amsel) heraus. 1923 gründete er das Abendblatt Paris-Soir, das sich in den nächsten 15 Jahren zur auflagenstärksten Tageszeitung Europas mauserte, allerdings ohne Merle. 1933 erlitt er mit dem Versuch einer Wiederbelebung der Weißen Amsel Schiffbruch. Er unterstützte das republikanische Spanien. Seine Tätigkeit während des Zweiten Weltkrieges und der deutschen Besatzung (→Westfeldzug) liegt im Dunklen. Der Schlossherr und Feinschmecker war zweimal verheiratet. Er starb (1946) an Kehlkopfkrebs.
Trotz seiner Spielernatur und der entsprechenden Winkelzüge war Merle ein hilfsbereiter, ja gütiger Mensch, wie Ehrenburg bezeugt. Merle förderte zahlreiche junge Literaten wie Georges Simenon, Robert Desnos und Ilja Ehrenburg selber. In seinen Stammlokalen oder seinem prächtigen Landhaus unweit von Paris gab er Essen und Gesellschaften, bei denen die Genannten „Gott und der Welt“ begegneten.  Simenon versichert, angesichts des augenzwinkernden Zynismus der anwesenden Zeitungschefs, Minister und sogar Ministerpräsidenten (wie Édouard Herriot) habe er in Merles Schloss einen zeitlebens unüberwindlichen Ekel vor dem Geschehen auf der politischen Bühne davongetragen.